# Parlamentswahl in La Rioja 2019
- UP: 2
- PSOE: 15
- Cs: 4
- PP: 12

Die Regionalwahl 2019 in Rioja fand am 26. Mai 2019 statt, um das 10. Parlament der Autonomen Gemeinschaft La Rioja zu wählen. Alle 33 Sitze im Parlament sollten zur Wahl stehen. Die Wahlen waren zeitgleich mit den Regionalwahlen in elf weiteren autonomen Gemeinschaften und Kommunalwahlen in ganz Spanien sowie den Wahlen zum Europäischen Parlament 2019 geplant.

## Wahlsystem
Das Parlament von La Rioja ist die zweckbestimmte, einkammrige Legislative der Autonomen Gemeinschaft La Rioja, die über eine legislative Befugnis in regionalen Angelegenheiten im Sinne der spanischen Verfassung und des Autonomiestatuts von Rioja sowie über die Möglichkeit verfügt, einem Präsidenten der Autonomen Gemeinschaft das Vertrauen zu schenken oder es zu entziehen. 1) Die Abstimmung über das Parlament erfolgt auf der Grundlage des allgemeinen Wahlrechts, das alle über achtzehnjährigen Staatsangehörigen umfasst, die in La Rioja registriert sind und in voller Ausübung ihrer politischen Rechte stehen. Darüber hinaus müssen Riojans im Ausland eine Stimmabgabe beantragen, bevor sie wählen dürfen, ein System, das als „Bettelung“; oder Expat-Abstimmung bekannt ist (Spanisch: Voto rogado).
Die 33 Mitglieder des Parlaments von La Rioja werden nach der D’Hondt-Methode und einem geschlossenen Listenverhältnis gewählt, wobei der Schwellenwert von 5 Prozent der gültigen Stimmen – einschließlich der leeren Stimmzettel – regional angewendet wird. Parteien, die den Schwellenwert nicht erreichen, werden bei der Sitzverteilung nicht berücksichtigt.
Das Wahlgesetz sieht vor, dass Parteien, Verbände, Koalitionen und Wählergruppen Kandidatenlisten vorlegen können. Allerdings sind Zusammenschlüsse von Wählern erforderlich, um die Unterschrift von mindestens einem Prozent der in La Rioja registrierten Wähler zu erhalten. Den Wählern ist es untersagt, für mehr als eine Liste von Kandidaten zu unterschreiben. Gleichzeitig sind Parteien und Verbände, die beabsichtigen, eine Koalition einzugehen, um gemeinsam an einer Wahl teilzunehmen, verpflichtet, die zuständige Wahlkommission innerhalb von zehn Tagen nach der Wahlerklärung zu informieren.

## Wahldatum
Die Amtszeit des Parlaments von La Rioja läuft vier Jahre nach dem Datum seiner letzten Wahl ab. Die Wahlen zum Parlament werden für den vierten Sonntag im Mai alle vier Jahre festgelegt. Die letzte Wahl fand am 24. Mai 2015 statt, wobei der Wahltermin für das Parlament auf Sonntag, den 26. Mai 2019, festgelegt wurde.
Der Präsident der Autonomen Gemeinschaft hatte das Vorrecht, das Parlament von La Rioja aufzulösen und eine Schnellwahl durchzuführen, sofern kein Misstrauensantrag gestellt wurde, keine landesweiten Wahlen fällig waren und einige Zeitvorgaben erfüllt waren: nämlich, dass die Auflösung weder während der ersten Legislaturperiode noch innerhalb des letzten Jahres der Legislative vor dem geplanten Ablauf noch vor Ablauf eines Jahres seit einer früheren Auflösung erfolgte. Sollte ein Investiturverfahren nicht innerhalb von zwei Monaten nach dem ersten Wahlgang einen Regionalpräsidenten wählen, sollte das Parlament automatisch aufgelöst und eine Neuwahl durchgeführt werden. Jede Schnellwahl, die aufgrund dieser Umstände durchgeführt wird, würde die Zeit bis zur nächsten ordentlichen Wahl nicht verändern, da die gewählten Abgeordneten lediglich das verbliebene Teil ihrer vierjährigen Amtszeit verbüßen.